# 香港百貨公司
香港的百貨公司於1980年代至1990年代最為興旺，但隨著香港零售業的轉變，現時已逐步結業，或轉營成為超市、商場、家具城，或分租予名牌專門店等, 其中一些變成了中小型百貨，例如無印良品和大創百貨。
以下為香港現有或已結業之百貨公司：

## 現有之百貨公司

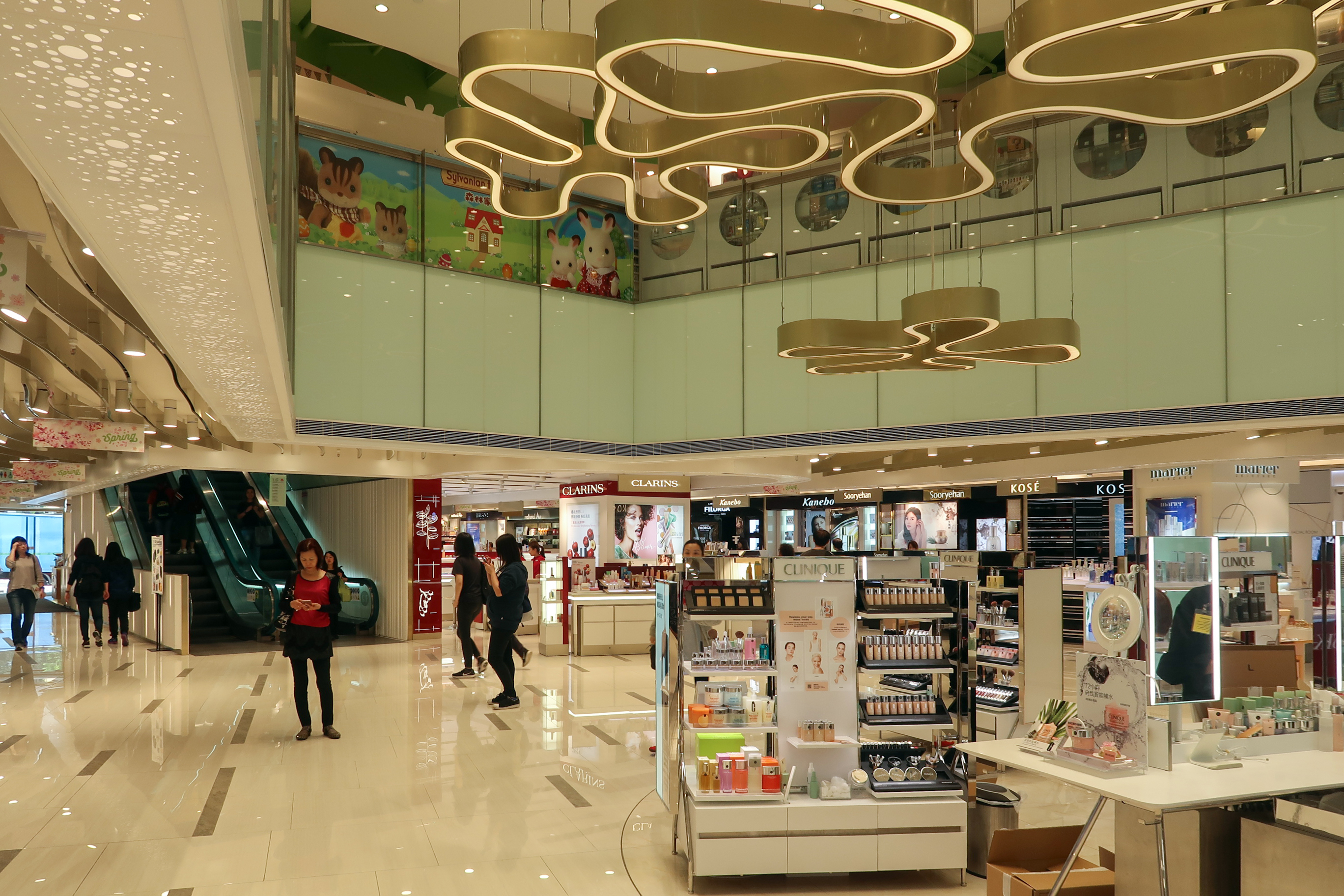
荃灣千色匯II的千色Citistore

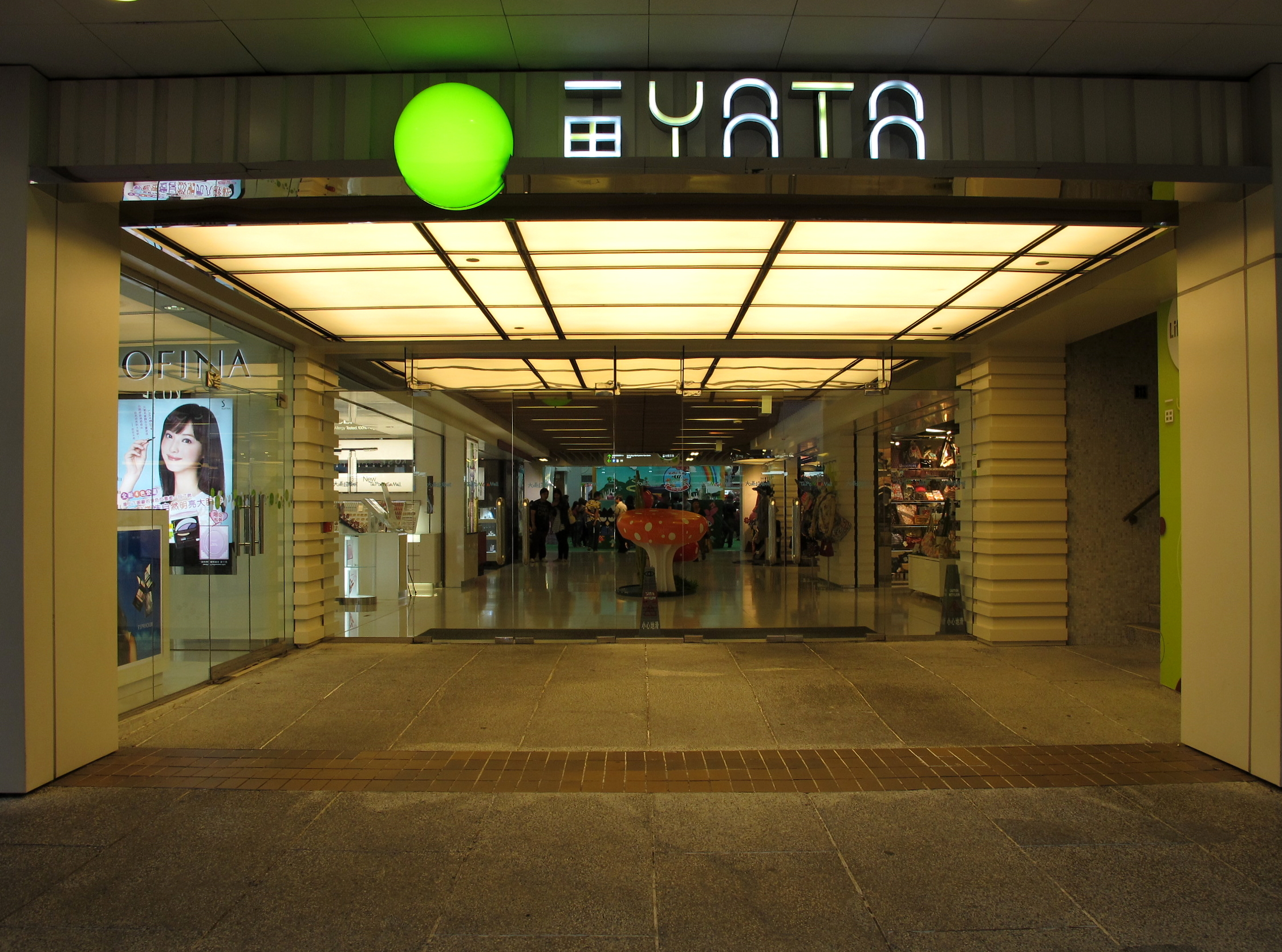
一田百貨

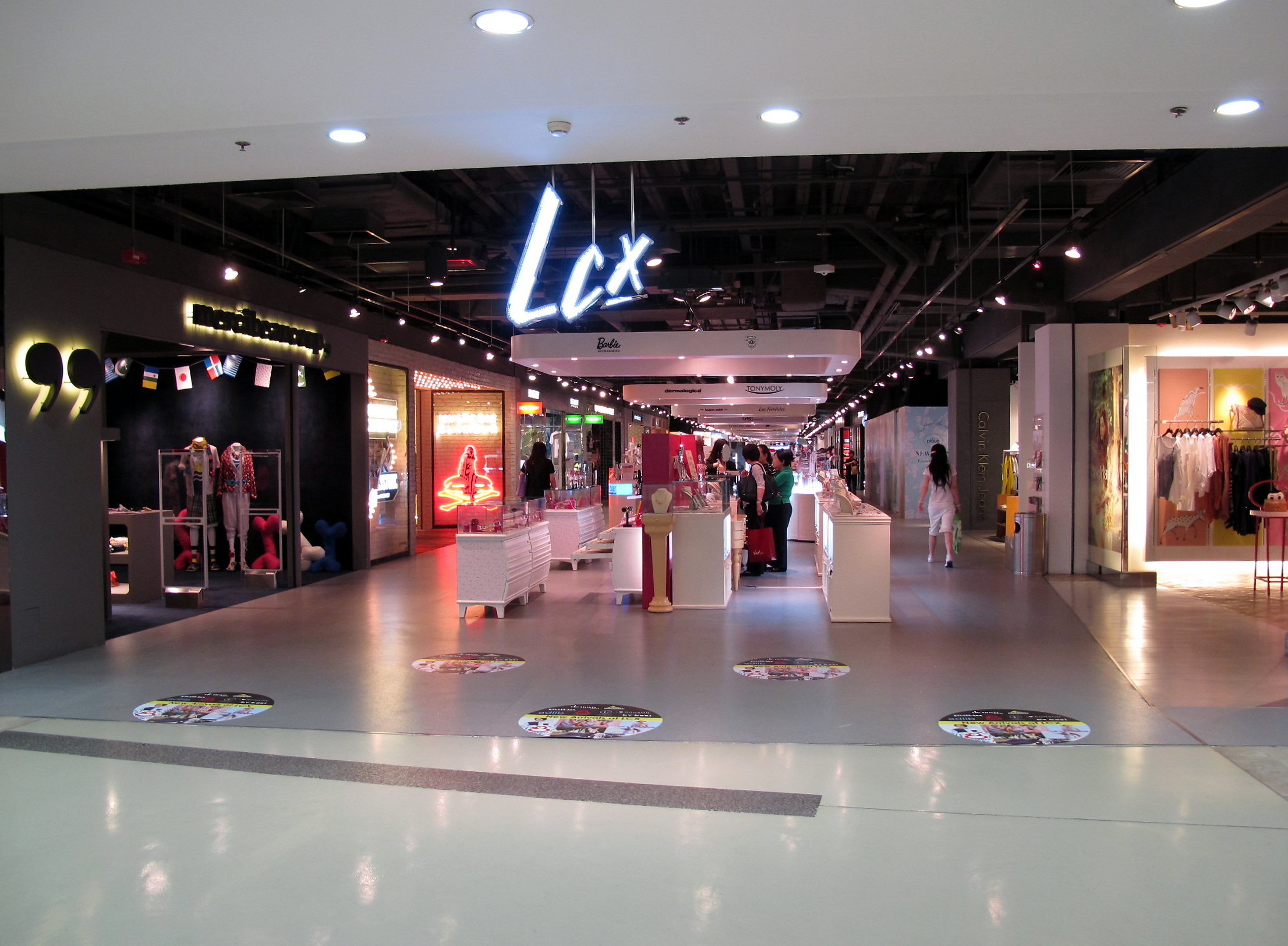
LCX

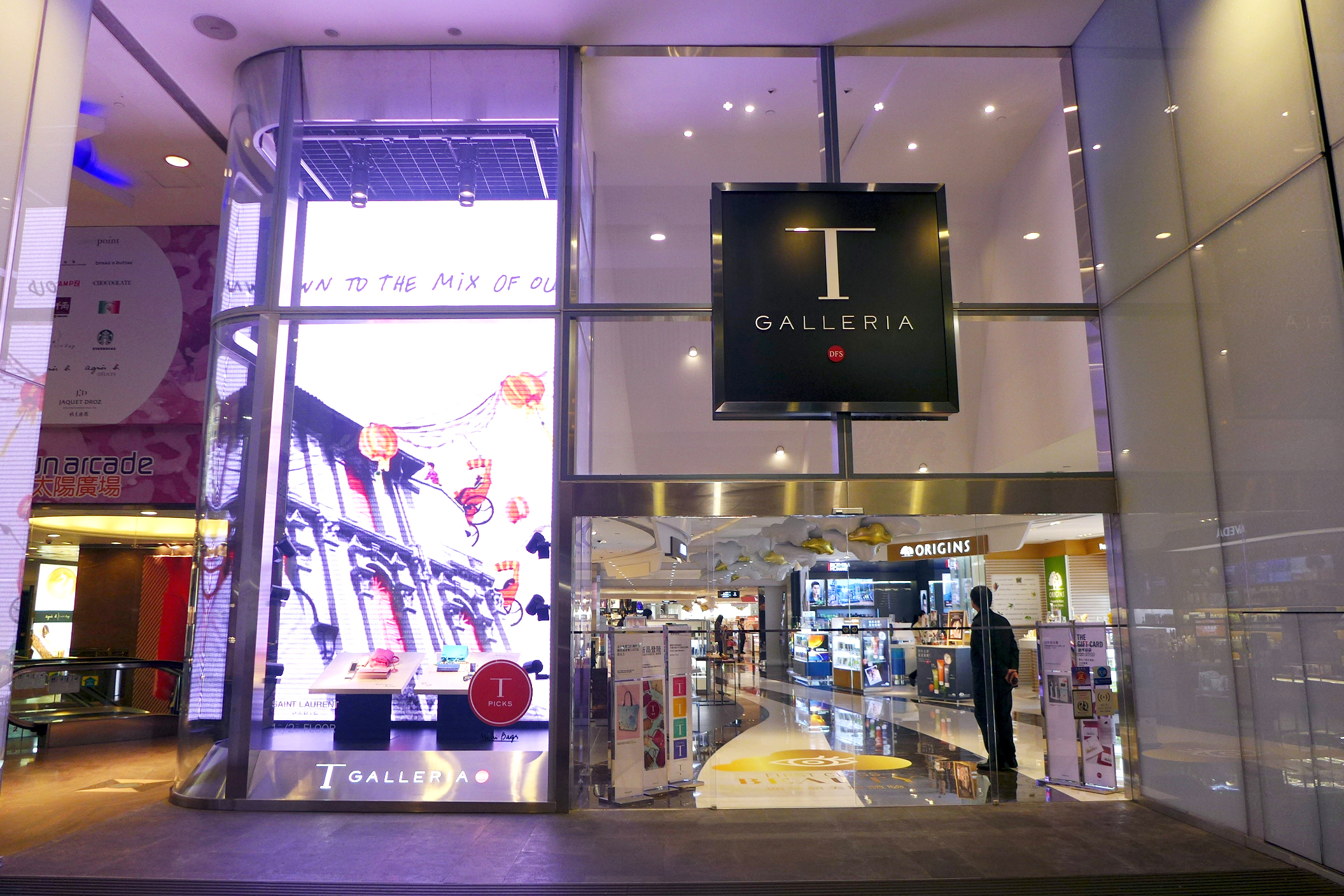
DFS T Galleria

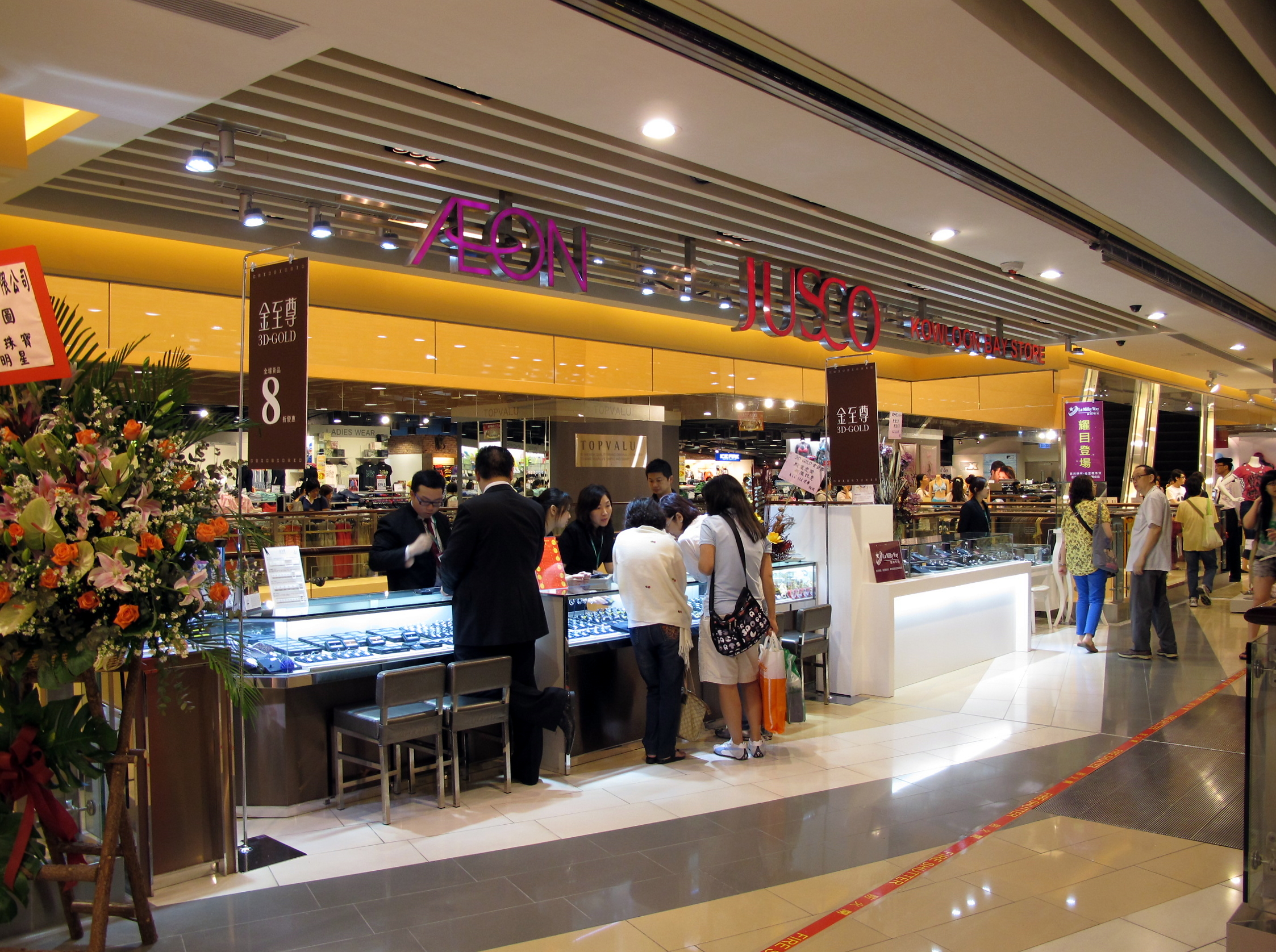
AEON 永旺(香港)百貨

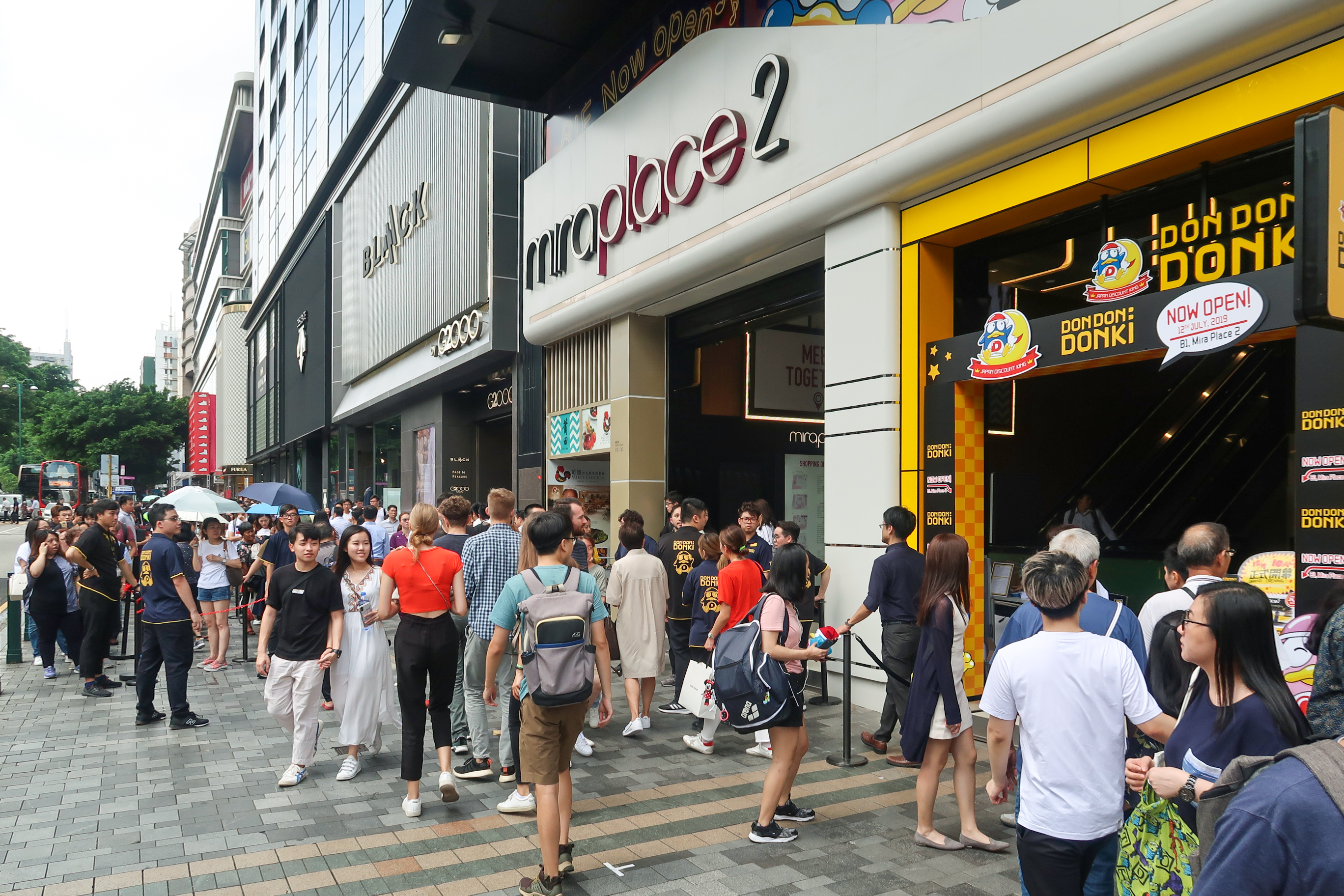
位於香港尖沙咀美麗華廣場二期分店，開業當天大排長龍

### 港資
- 千色Citistore
- 永安百貨、永安plus
- 裕華國貨
- 一田百貨 （原屬日資）
- 香港崇光百貨 （原屬日資）
- 生活創庫、APITA（原屬日資）
- 連卡佛 （原屬英資）
- Harvey Nichols（原屬英資）
- 廣泰百貨
- 田中百貨
- 大江國貨

### 英資
- 馬莎百貨
- next
- Whiteaway, laidlaw & Co. Ltd.

### 美資
- DFS Galleria

### 日資
- 永旺百貨
- 大創百貨
- 無印良品
- 唐吉訶德
- 松本清
- 玉屋百貨

### 中資

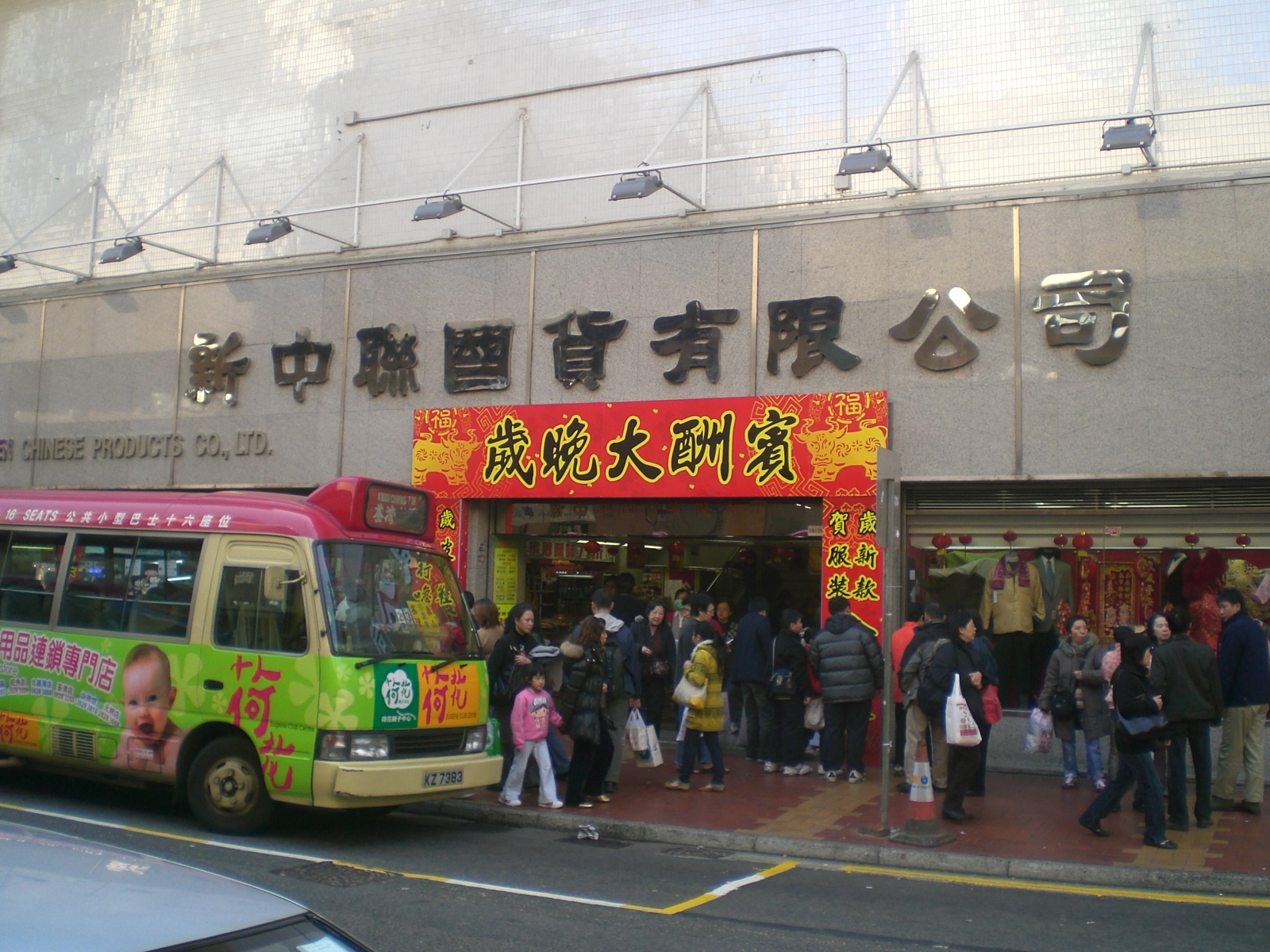
荃灣海壩街新中聯國貨有限公司

- 中藝
- 華豐國貨
- 中都國貨
- 新都城國際百貨
- 赤柱國貨
- 大江國貨
- 三江國貨
- 三和百貨
- MINISO
- 先施 (原屬港資)

## 暫時撤出之百貨公司
- 香港三越百貨

## 已結業之百貨公司
英資
- 天祥百貨
- 英保良百貨
- Bhs（英语：British Home Stores）

日資
- 八佰伴
- 大丸
- 松坂屋
- 伊勢丹
- 大人百貨
- 平價市場百貨
- 玉屋
- 香港東急百貨店（後易手港資新世界發展易名為新世界百貨）
- 香港西武百貨（後易手港資廸生創建，其後結業）

港資
- 瑞興百貨
- 新世界百貨
- 新新百貨
- 大新百貨
- 香港百貨
- 人人百貨
- 珠城百貨
- 太子百貨
- 大大公司
- 龍子行
- 小小百貨
- 占飛百貨
- DSC德爾斯

台資
- 民生物產

國貨
- 中國國貨
- 大華國貨
- 中僑國貨
- 中匯國貨
- 中葵國貨
- 中興國貨
- 中建國貨
- 華潤百貨
- 國華國貨
- 新光國貨
- 新中聯國貨